# Đại sảnh Danh vọng Bóng đá Anh
Đại sảnh Danh vọng Bóng đá Anh được đặt tại "Bảo tàng Quốc gia về bóng đá", hiện đang được chuyển tới Manchester, Vương quốc Anh. Nơi này nhằm kỉ niệm và nêu bật những thành tựu từ trước tới nay của tất cả các tài năng bóng đá Anh., cũng như không phải người Anh., những cầu thủ và những người quản lý đã trở thành một phần không thể thiếu trong lịch sử của giải đấu Anh. Thành viên mới được đưa vào hàng năm, với một buổi lễ được tổ chức vào tháng 9 và tháng 10 tại các địa điểm khác nhau. Để được xem xét thì người được xét duyệt phải thỏa mãn, hoặc đã nghỉ hưu hoặc, nếu sự nghiệp của họ vẫn còn đang tiếp diễn, ít nhất là 30 tuổi. Những người được bổ nhiệm phải là cầu thủ hoặc nhà quản lý đã có 5 năm hoạt động tại Anh.
Các thành viên của "Ngôi đền của những huyền thoại bóng đá Anh" được lựa chọn bởi ban hội thẩm. Ban đầu, ban hội thẩm điều hành này bao gồm cựu cầu thủ Jimmy Armfield, Sir Trevor Brooking (cũng là một Phó Chủ tịch của bảo tàng), Jimmy Hill, Mark Lawrenson (cũng là một Đại sứ của bảo tàng) và Gordon Taylor, tất cả đều là chuyên gia hoặc cầu thủ chuyên nghiệp sau khi nghỉ hưu. Họ được gia nhập bởi cựu HLV tuyển Anh Graham Taylor và một nhóm các nhà sử học nổi tiếng nhất trong bóng đá: Robert Galvin, Peter Holme, Dick Holt, Simon Inglis, Alexander Jackson, Graham Kelly, Tony Mason, Gail Newsham, Dave Russell, John Walton và Jean Williams. Vai trò của họ là tư vấn về việc lựa chọn của người chơi từ những ngày đầu.